# 힐리가이논어
힐리가이논어(Hiligaynon)는 종종 일롱고(Ilonggo)로 불리기도 하며, 필리핀 비사야 제도 서부에 있는 오스트로네시아어족 언어이다.
힐리가이논어는 일로일로, 서네그로스, 기마라스 그리고 카피스에 집중되어 있지만, 또한 동네그로스, 안티케, 아클란, 롬블론, 마스바테, 그리고 팔라완 지역에서도 찾아볼 수 있고, 코로나달시, 남타바토, 술탄쿠다라트와 같은 민다나오의 많은 지역에서, 그리고 북코타바토의 다른 지역에서도 찾아볼 수 있다. 안티케, 아클라논에 있는 카라이아어 인들, 그리고 아클란에 있는 말라이논 화자들, 그리고 카피스에 있는 카피스논 화자들에 의해 제2언어로 사용된다.
필리핀 내외에 힐리가이논 원어민들이 약 700만명이 있다. 그리고 이 언어를 유창하게 할 수 있는 부가적인 사람들이 400만명이 있다.
이 언어는 비사야어군의 일부이다. 또한 종종 일로일로와 동네그로스에서는 '일롱고'라고 불리기도 한다. 그러나 어떤 이들은 그렇게 부르는 것이 잘못된 것이라고 주장한다. 정확한 사용법에서 일롱고는 오직 일로일로에 원주민으로 살고 있는 민족언어학적 집단과 힐리가논어 화자들과 연계된 문화에 관련해서만 사용해야 한다고 주장한다.  그 언어를 일롱고라고 언급하여 사용하는 것에 대한 반대는 필리핀 언어 전문가와 원주민들 사이에서도 확장된다.
제도를 탐험했던 초기의 스페인 탐험가들의 관찰로부터 나온 역사적 증거들은 이 언어를 언급하기 위해 사용된 명명법이 그 원류를 해안 부족 또는 라오르카가 율리구에이네스(Yligueynes)라고 부른 일라오드 부족들 가운데 가지고 있다고
사실을 지적하고 있다.(또는 보다 잘 알려진 용어인 힐리가이논 또한 카라이아 족 사람들에 의래 시나(Siná) 고 언급된다.) 반대로, 반대로 소위 스페인 식민지 사람들에 의해 아라야스(Arayas)라고 불리던 키나라이아(Kinaray-a)는 혼동되어 잘못 사용되어 왔다. 스페인 식민지 사람들은 힐리가이논 어의 이라야(Iraya), 타가이라야(taga-Iraya) 또는 현재의 널리 얘기되는 키나라이아(Kinaray-a)를 잘못 이해되어 사용되어 왔다.

## 분류

### 방언

#### 관련 언어
H. 오틀리 베이어(H. Otley Beyer)와 다른 인류학자들에 따르면, ‘비사얀’(Visayan)이라는 용어는 처음에는 파나이섬 사람들과 네그로스의 동쪽에 있는 그들의 정착지, 현재의 롬블론 지방을 구성하고 있는 북쪽의 작은 제도에만 적용되었다. 사실, 필리핀의 스페인 식민지 초기에 스페인 제국 사람들은 ‘비사얀’(Visayan)이라는 그 용어를 단지 그 지역을 나타내는데만 사용했다. 반면 세부, 보홀, 레이테의 사람들은 오랫동안 핀타도스로만 알려져 왔다. 비사얀’(Visayan)이라는 이름은 이후 다른 지방까지 확장되었는데, 초창기 저자들이 언급한 것처럼, 그들의 언어가 파나이섬의 비사야 방언과 밀접하게 맺어져 있었기 때문이었다.

## 철자법

### 자모
| 첫 번째부터 열 번째까지 문자 | 첫 번째부터 열 번째까지 문자 | 첫 번째부터 열 번째까지 문자 | 첫 번째부터 열 번째까지 문자 | 첫 번째부터 열 번째까지 문자 | 첫 번째부터 열 번째까지 문자 | 첫 번째부터 열 번째까지 문자 | 첫 번째부터 열 번째까지 문자 | 첫 번째부터 열 번째까지 문자 | 첫 번째부터 열 번째까지 문자 | 첫 번째부터 열 번째까지 문자 | 첫 번째부터 열 번째까지 문자 | 첫 번째부터 열 번째까지 문자 | 첫 번째부터 열 번째까지 문자 |
| ---------------------------- | ---------------------------- | ---------------------------- | ---------------------------- | ---------------------------- | ---------------------------- | ---------------------------- | ---------------------------- | ---------------------------- | ---------------------------- | ---------------------------- | ---------------------------- | ---------------------------- | ---------------------------- |
| 기호                         | A a                          | A a                          | A a                          | B b                          | K k                          | D d                          | E e                          | G g                          | H h                          | I i                          | I i                          | L l                          | M m                          |
| 이름                         | a                            | a                            | a                            | ba                           | ka                           | da                           | e                            | ga                           | ha                           | i                            | i                            | la                           | ma                           |
| 발음                         | [a/ə]                        | [aw]                         | [aj]                         | [b]                          | [k]                          | [d]                          | [ɛ/e]                        | [ɡ]                          | [h]                          | [ɪ/i]                        | [ɪo]                         | [l]                          | [m]                          |
| 문맥에서                     | a                            | aw/ao                        | ay                           | b                            | k                            | d                            | e                            | g                            | h                            | i                            | iw/io                        | l                            | m                            |

특히 대쉬는 san-o(언제), gab-e(저녁, 밤)처럼 어떤 단어의 중간에 성문파열음을 나타내기 위해 사용된다. adlaw-adlaw(매일)과 같이 중첩어가 존재하는 단어를 연결할 때도 사용된다. 그러나 pispis(새)와 같이 첩어를 표기하기 위한 수단으로서의 이것이 항상 사용되지는 않는다.

## 문법

### 한정어
힐리가이논어는 세가지 유형의 격조사가 있다. (절대격, 능격, 간접격) 이러한 유형은 사람의 이름과 함께 순서대로 모든 것을 다루는 인칭, 비인칭으로 분리된다. 심지어 단수와 복수를 나타내기도 하지만, 복수 비인칭 격조사는 단지 단수 비인칭 격조사에다가 mga(/maŋa/에서 줄임말)만 붙이면 된다. 힐리가이논 어에서는 복수를 설명하기 위해 관사가 사용된다.

## 예제

### 수
| 수     | 힐리가이논         |
| ------ | ------------------ |
| 1      | Isá                |
| 2      | Duhá               |
| 3      | Tatlo              |
| 4      | Apat               |
| 5      | Limá               |
| 6      | Ánom               |
| 7      | Pitó               |
| 8      | Waló               |
| 9      | Siyám              |
| 10     | Púlô               |
| 100    | Gatús              |
| 1000   | Libó               |
| 첫째   | Tig-una            |
| 둘째   | Ika-duhá           |
| 셋째   | Ikatlo / Ika-tatlo |
| 넷째   | Ikap-at / ika-apat |
| 다섯째 | Ika-limá           |
| 여섯째 | Ikan-um / ika-anum |
| 일곱째 | Ika-pitó           |
| 여덟째 | Ika-waló           |
| 아홉째 | Ika-siyám          |
| 열번째 | Ika-pulò           |

## 같이 보기
- 세부아노어
- 힐리가이논족
- 필리핀의 언어